# هدى أشكناني
هدى أشكناني شاعرة كويتية، من مواليد الكويت 1986.
حائزة على جائزة أصوات من العالم للشعر بمن مدينة تريجيو الإيطالية عام 2012 وجائزة الشعر الأولى بمسابقة الأنشطة الثقافية في جامعة الكويت عام 2006، أصدرت كتابين شعريين هما: «سماء تبحث عن غطاء» في بيروت عام 2011 ونال الكتاب استحساناً نقدياً واسعاً وكتبت عنه مراجعات عديدة 
وفي عام 2013 اصدرت كتابها الشعري الثاني بعنوان «كنتَ أعمى».
ترجمت بعض قصائدها إلى الإنجليزية والفرنسية.

## الحياة المهنية
ولدت الشاعرة في الكويت عام 1986، وتخرجت من جامعة الكويت في عام 2008/2009 ثم عملت معلمة مادة اللغة العربية للمرحلة الابتدائية، إضافة إلى عملها في مجال الصحافة محررة للشأن الثقافي في جريدة الطليعة الكويتية. 
.

## عن تجربتها الشعرية
تكشف الشاعرة في مجموعتها عن مشهدية شعرية تتكئ على التشكيل في بناء الجمالية والفنية والصورية وعبر مسار شعري يثري غنائية الجمل ومعاني الشاعرة بسيل من الصياغات التعبيرية المتدفقة. نبذة كتبها موقع نيل وفرات عن كتاب كنتَ أعمى.
جريدة اليوم السعودية وصفت الشاعرة في تقرير لها بالقول:" وتدخلنا الشاعرة إلى عالم شعري أنثوي مغاير، حيث تتبدل في هذا العالم هوية الخنساء الشاعرة "بهيباتيا" الفيلسوفة الإسكندرانية، لكن بحلتها الجديدة شاعرة كويتية.

## الاصداء النقديّة
نالت قصائد الشاعرة شهادات متنوعة من شعراء ونقاد كبار في الوطن العربي نذكر بعضاً منها ما يلي:
الشاعر السوري عماد الدين موسى: «تكتب هدى أشكناني بماء الرؤيا، لهذا لا نرى على الورقة سوى القليل من الكلمات المنتقاة بعناية فائقة، مقابل المساحة البيضاء الواسعة، لكأنّ الحلم هو الأثر الوحيد الذي تتركه الشاعرة/ الرائيّة خلفها:».
الناقد العراقي عبد الرحمن الربيعي أشار في مقال عن الشاعر: «لغة الشاعرة صافية وعملية، تذهب بها إلى غايتها دون التعكز على أي ثرثرة وفضفضة لفظية».
فيما أشار الروائي الكويتي طالب الرفاعي عن الشاعر: "موهبة شعرية شابة تستحق الرعاية والاحتضان.

### إصدارات الشاعرة
- سماء تبحث عن غطاء الطبعة الأولى عن دار الغاوون، بيروت 2011.
- كنتَ أعمى عن الدار العربية للعلوم ناشرون، بيروت 2013.

### مشاركات الشاعرة
شاركت الشاعرة بملتقيات شعرية ومؤتمرات أدبية دولية ومنها:
ملتقى النص الجديد الثالث / القاهرة 2013.
ملتقى المبدعات العربيات / تونس 2013.
ملتقى الشعراء العربي / تونس 2014.
ملتقى دورة (أيو تمام الطائي) - مؤسسة عبد العزيز سعود البابطين / المغرب 2014.
ملتقى إيلاف المتوسط لتنمية الثقافات / تونس 2015.
مهرجان بريديج ووتر الدولي للشعر /الولايات المتحدة 2015.